# Jack E. Cox
Pour les articles homonymes, voir Jack Cox.
John « Jack » Jeffreys Cox, né le 26 juillet 1890[réf. nécessaire] à Londres — Quartier de Fulham (Angleterre), mort le 29 juillet 1960 dans le Surrey (lieu exact non-spécifié) (Angleterre), est un directeur de la photographie anglais.
Crédité le plus souvent Jack E. Cox ou Jack Cox, il est également connu sous les noms alternatifs de J. J. Cox, Jack J. Cox, John J. Cox, ou encore John Cox.
Il est l'un des 55 membres originaires de la BSC.

## Biographie
Au cinéma, Jack E. Cox débute comme chef opérateur sur un film muet sorti en 1922. Ses cinq derniers films, sortis de 1956 à 1959, sont réalisés par John Paddy Carstairs (dont Up in the World en 1956 et Le Point de chute en 1959, tous deux avec Norman Wisdom).
Il est surtout connu pour sa collaboration avec Alfred Hitchcock, sur douze films de sa période britannique, depuis Le Masque de cuir (1927, avec Ian Hunter) jusqu'à Une femme disparaît (1938, avec Margaret Lockwood et Michael Redgrave).
Parmi les autres réalisateurs qu'il assiste durant sa carrière, mentionnons Monty Banks (ex. : La Vedette et le Mannequin (en) en 1933, avec Constance Cummings et Binnie Barnes), Robert Stevenson (ex. : Cerveaux de rechange en 1936, avec Boris Karloff et Anna Lee), Anthony Asquith (ex. : Plongée à l'aube en 1943, avec John Mills), le tandem Sidney Gilliat-Frank Launder (ex. : Ceux de chez nous en 1943, avec Patricia Roc et Gordon Jackson), ou encore Leslie Arliss (ex. : Le Masque aux yeux verts en 1945, avec Margaret Lockwood et James Mason).
En tout, il contribue à quatre-vingt-sept films britanniques, à une coproduction germano-britannique (Mary d'Alfred Hitchcock en 1931, version alternative en allemand de Meurtre en 1930, du même réalisateur, qu'il photographie également), ainsi qu'à un film américain (Les Mille et Une Filles de Bagdad d'Edgar G. Ulmer en 1952, avec Paulette Goddard).
À la télévision, Jack E. Cox est directeur de la photographie sur trois épisodes (diffusés en 1954-1955) de la série britannique The Vise (it).

## Filmographie partielle
Films britanniques, sauf mention contraire
- 1925 : Amateur Night in London de Monty Banks (court métrage)
- 1927 : Après la guerre (Blighty) d'Adrian Brunel
- 1927 : Le Masque de cuir (The Ring) d'Alfred Hitchcock
- 1927 : Luna-Park (Hindle Wakes) de Maurice Elvey
- 1928 : Champagne d'Alfred Hitchcock
- 1928 : Laquelle des trois ? (The Farmer's Wife) d'Alfred Hitchcock
- 1929 : The Manxman d'Alfred Hitchcock
- 1929 : Week-End Wives de Harry Lachman
- 1929 : Chantage (Blackmail) d'Alfred Hitchcock
- 1930 : Junon et le Paon (Juno and the Paycock) d'Alfred Hitchcock
- 1930 : Almost a Honeymoon (en) de Monty Banks
- 1930 : Meurtre (Murder!) d'Alfred Hitchcock
- 1931 : Mary d'Alfred Hitchcock (film germano-britannique ; version alternative en allemand de Meurtre pré-cité)
- 1931 : The Love Habit de Harry Lachman
- 1931 : The Skin Game d'Alfred Hitchcock
- 1931 : Cape Forlorn d'Ewald André Dupont
- 1931 : À l'Est de Shanghaï (Rich and Strange) d'Alfred Hitchcock
- 1932 : Numéro dix-sept (Number Seventeen) d'Alfred Hitchcock
- 1933 : La Vedette et le Mannequin (en) (Heads We Go) de Monty Banks
- 1936 : Windbag the Sailor de William Beaudine
- 1936 : Cerveaux de rechange (The Man who changed his Mind) de Robert Stevenson
- 1937 : Doctor Syn de Roy William Neill
- 1938 : Une femme disparaît (The Lady Vanishes) d'Alfred Hitchcock
- 1938 : Second Best Bed de Tom Walls
- 1938 : Owd Bob de Robert Stevenson
- 1939 : A Girl Must Live de Carol Reed
- 1940 : O-Kay for Sound de Marcel Varnel
- 1940 : They came by Night de Harry Lachman
- 1941 : I thank You de Marcel Varnel
- 1941 : Cottage à louer (Cottage to Let) d'Anthony Asquith
- 1941 : Hi Gang! de Marcel Varnel
- 1941 : A Letter from Home de Carol Reed
- 1942 : Partners in Crime de Sidney Gilliat et Frank Launder (court métrage)
- 1943 : The Adventures of Tartu de Harold S. Bucquet
- 1943 : Ceux de chez nous (Million like Us) de Sidney Gilliat et Frank Launder
- 1943 : Plongée à l'aube (We dive at Dawn) d'Anthony Asquith
- 1944 : Prisonnières de guerre ou Deux mille femmes (Two Thousand Women) de Frank Launder
- 1945 : Le Tyran ou Elles étaient sœurs (They were Sisters) d'Arthur Crabtree
- 1945 : Le Masque aux yeux verts (The Wicked Lady) de Leslie Arliss
- 1945 : La Madone aux deux visages (en) (Madonna of the Seven Moons) d'Arthur Crabtree
- 1946 : L'Archet magique (The Magic Bow) de Bernard Knowles
- 1947 : Holiday Camp de Ken Annakin
- 1948 : Voyage brisé (Broken Journey) de Ken Annakin et Michael C. Chorlton
- 1948 : Idol of Paris de Leslie Arliss
- 1949 : La Rose et l'Oreiller (Once Upon a Dream) de Ralph Thomas
- 1949 : The Cure for Love de Robert Donat
- 1950 : Traveller's Joy de Ralph Thomas
- 1951 : Le Canard atomique (Mister Drake's Duck) de Val Guest
- 1952 : Les Mille et Une Filles de Bagdad (Babes in Bagdad) d'Edgar G. Ulmer (film américain)
- 1954 : La Martienne diabolique (Devil Girl from Mars) de David MacDonald
- 1955 : Plus on est de fous (One Good Turn) de John Paddy Carstairs
- 1955 : Three Comered Fate de David MacDonald
- 1955 : Norman diplomate (Man of the Moment) de John Paddy Carstairs
- 1955 : Alias John Preston de David MacDonald
- 1956 : Jumping for Joy de John Paddy Carstairs
- 1956 : Up in the World de John Paddy Carstairs
- 1957 : C'est bien ma veine (Just My Luck) de John Paddy Carstairs
- 1958 : In the Pocket (The Big Money) de John Paddy Carstairs
- 1959 : Le Point de chute (The Square Peg) de John Paddy Carstairs

## Note et référence
1. ↑  D'après sa fiche d'état-civil du British Film Institute. Certaines sources (dont l'IMDb ci-dessus) mentionnent 1896 comme année de naissance.